# ئه‌رادا
ئه‌رادا (به لاتین: Erada) یک منطقهٔ مسکونی در ماداگاسکار است که در منطقه آمبوومبه واقع شده‌است.
 ئه‌رادا  ۱۰٬۰۰۰ نفر جمعیت دارد و ۱۵۲ متر بالاتر از سطح دریا واقع شده‌است.